# Linje 1 (Seouls tunnelbana)
Linje 1 i Seouls tunnelbanesystem är en tunnelbane- och pendeltågslinje som länkar samman centrala Seoul med Dongducheon i nordost och Incheon i söder. Linjen är den äldsta i Seoul med de centrala delarna av sträckan öppnade den 15 augusti 1974. Linje 1 är den enda av tunnelbanelinjerna som kör vänstertrafik i Seoul.

## Utbyggnaden

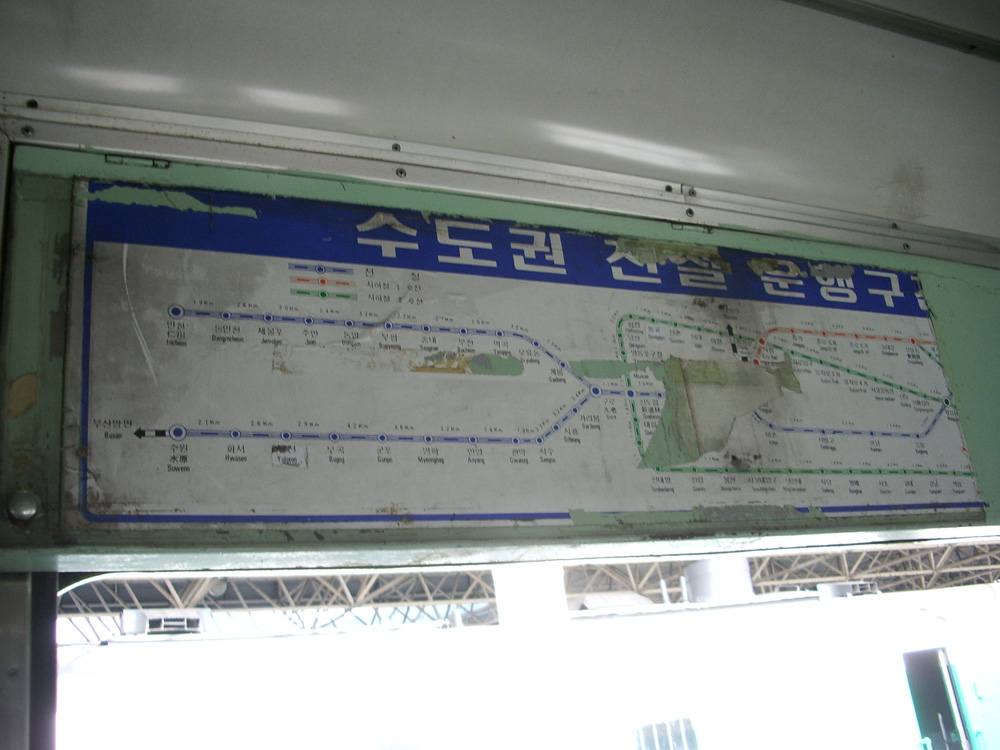
Tunnelbanekarta från 1980-talet

1974
15 augusti: Linjen öppnar med nio stationer mellan Seoul och Cheongnyangni, 7,8 km.
1978
9 december: Gyeongwon-linjen öppnar från Yongsan till Seongbuk.
1979
1 februari: Yuljeon station öppnar.
1980
5 januari: Sinimun station öppnar.
1 april: Seobinggo, Hannam och Hoegi öppnar.
10 juli: Seongsu döps om till Eungbong.
1982
2 augusti: Seoksu station öppnar.
1984
1 januari: Yuljeon station döps om till Seongdae-ap.
22 maj: Sindorim station öppnar.
20 november: Baegun station öppnar.
1985
14 januari: Seokgye station öppnar.
20 april: Chang-dong öppnar som en förlängning norrut.
22 augusti: Wolgye och Nokcheon öppnar.
18 oktober: Oksu station öppnar.
1986
2 september: 6 stationer från Uijeongbu till Chang-dong öppnar som en förlängning norrut.
1987
5 oktober: Uijeongbu och Bukbu öppnar.
31 december: Jung-dong station öppnar.
1988
16 januari: Onsu station öppnar.
1994
11 juli: Ganseok och Dowon öppnar.
1 december: Seongdae-ap station döps om till Sungkyunkwan University.
1995
16 Februari: Guil station öppnar.
1996
1 januari: Hwigyeong station döps om till Hankuk University of Foreign Studies Station
28 mars: Bugae station öppnar.
1997
30 april: Sosa station öppnar.
1998
7 januari: Singil and Doksan öppnar.
2000
En sträcka på Korea National Railroad och linje 1 slås ihop till tunnelbanelinje 1.
2001
30 november: Dohwa station öppnar.
2003
30 april: Seryu och Byeongjeom öppnar som en sydlig expansion.
2004
31 augusti: Bugok station döps om till Uiwang station.
2005
20 januari: 8 stationer från Byeongjeom till Cheonan öppnar en sydlig expansion.
21 december: Dongmyo station öppnar.
27 december: Sema och Osan College station öppnar.
2006
30 juni: Jinwi och Jije  öppnar.
1 juli: Garibong Station döps om till Gasan Digital Complex.
15 december: 8 stationer från Soyosan till Uijeongbu Bukbu öppnar som en nordlig expansion. Uijeongbu Bukbu Station döps om till Ganeung.
2007
28 december: Deokgye station öppnar.
2008
December: 6 stationer från Cheonan till Sinchang öppnar som en sydlig expansion. Siheung station döps om till Geumcheon-gu Office.
2010
21 januari: Dangjeong station öppnar.
26 februari: Seodongtan station öppnar.

### Framtiden
Linjen kommer att förlängas från Soyosan till Yeoncheon , utbyggnaden påbörjades 2014 och förväntas vara färdig 2019.